# 2MASS J00320509+0219017
2MASS J00320509+0219017 ist ein Brauner Zwerg im Sternbild Walfisch. Er wurde 2000 von I. Neill Reid et al. entdeckt.
2MASS J00320509+0219017 gehört der Spektralklasse L1,5 an. Seine Position verschiebt sich aufgrund seiner Eigenbewegung jährlich um 0,521 Bogensekunden.